# Zespół pałacowo-parkowy Radziwiłłów w Białej Podlaskiej
Zespół zamkowy Radziwiłłów – obiekt zabytkowy w Białej Podlaskiej, obejmujący pozostałości dawnego zamku zbudowanego na planie gwiazdy pięcioramiennej z pięcioma bastionami otoczonymi fosą i wałem ziemnym. Zespół przylega do ulic Warszawskiej oraz Zamkowej, od zachodu graniczy z zabudową miejską, a od południa z doliną rzeki Krzny. Jest położony w pobliżu centrum miasta.

## Historia
Z 1536 roku pochodzi informacja o budowie murowanego dworu alkierzowego budowanego obok starszego drewnianego. W 1622 roku budowę dużego zespołu zamkowego rozpoczął książę Aleksander Ludwik Radziwiłł podpisując umowę na budowę zamku z muratorem lubelskim Pawłem Franciszkiem Murzynem (Negronim). Powstała wtedy trzykondygnacyjna budowla pałacowa na planie zbliżonym do kwadratu o wymiarach 41 × 31 metrów z czterema pięciobocznymi wieżyczkami w narożach i loggią od frontu. Zespół bramny powstał w latach 1674–1680 lub około 1684 roku i upamiętniać miał zwycięstwo wojsk polskich pod Chocimiem. Około 1700 roku wybudowano barokowe oficyny pałacowe, zachodnią i frontowe, pawilony ogrodowe (apteka, laboratorium, skarbczyk), a całość otoczyły fortyfikacje bastionowe. W czasach Anny z Sanguszków Radziwiłłowej zarządzającej Białą do 1746 roku, brama została uzupełniona w partii attyki oraz ozdobiono wnętrza i otoczenie pałacu. Od maja 1747 roku Białą zarządzał Hieronim Florian Radziwiłł i w tym czasie podjęto prace projektowe mające uczynić z zamku siedzibę godną magnata o królewskich ambicjach, jednak do ich pełnej realizacji nie doszło. Jedyne prace jakich dokonano przeprowadzono w 1749 roku wg projektu saskiego architekta Johanna Heinricha Klemma.
Większej przebudowy dokonał dopiero w latach 1760–1762 kolejny właściciel – Michał Kazimierz Radziwiłł Rybeńko – poprzez podwyższenie loggii o jedną kondygnację oraz poprzez przekształcenie dachu na dwupołaciowy, spływający na boczne ściany budynku (wcześniej znajdowało się tam poddasze tak jak w zamku w Nieświeżu). W ten sposób na początku XVIII wieku zespół zamkowy w Białej uzyskał swój ostateczny architektoniczny wygląd. Proces zniszczenia zamku rozpoczął w 1764 roku najazd oddziałów starosty Jana Mikołaja Chodkiewicza.
W 1883 roku częściowo zrujnowany pałac został rozebrany. Zachowane fortyfikacje ziemne stanowią rzadki przykład umocnień „szkoły staroholenderskiej”.
W lipcu 2020 zakończyła się kompleksowa renowacja rezydencji – m.in. odtworzono umocnienia obwarowań, wybudowano bramę koszarską i drewniany most, usunięto niektóre drzewa rosnące na umocnieniach, dokonano nasadzeń roślin ozdobnych i wyprowadzono ruch samochodów z otoczenia. Ponadto wyeksponowano zarys murów zamku w gruncie.

## Zachowane budowle
- Brama wjazdowa zbudowana w IV ćw. XVII wieku z fasadą komponowaną na wzór łuku triumfalnego osłaniającą prostokątne wnętrze. Kolumnową fasadę zdobią liczne elementy dekoracyjne, jak: popiersia, panoplia, płaskorzeźby.
- Wieża wjazdowa (zwana wartowniczą) wybudowana została w I połowie XVII wieku, połączona ćwierćkolistą szyją bramną z bramą wjazdową. Zwieńczona wydatnym barokowym hełmem stanowi dominujący element wysokościowy w panoramie miasta. Budowla sześciokondygnacyjna. Obecnie (2024) siedziba Muzeum Południowego Podlasia w Białej Podlaskiej.
- Trzy oficyny wybudowane przed 1709 roku flankują dawny dziedziniec paradny, zamieniony w XIX wieku na park miejski. Obecnie w północno-wschodniej mieści się Miejska Biblioteka Publiczna, w północno-zachodniej Zespół Szkół Muzycznych I i II stopnia im. Fryderyka Chopina oraz Biblioteka „Barwna”, zaś w oficynie zachodniej Ośrodek Edukacji i Rozrywki „Multicentrum”, Delegatura Lubelskiego Oddziału Wojewódzkiego Narodowego Funduszu Zdrowia, Powiatowa Poradnia Psychologiczno-Pedagogiczna oraz biura i wystawy czasowe Muzeum Południowego Podlasia w Białej Podlaskiej.
- Wieżyczka wschodnia pochodząca z I połowy XVII wieku, w stylu barokowym, na planie kwadratu z kopułą z latarnią, wolnostojąca w głębi parku, dwukondygnacyjna, przykryta wewnątrz kopułą z dachem namiotowym. Podczas renowacji odkryte sgraffitowe zdobienia z czterema orłami radziwiłłowskimi w medalionach. Od strony zachodniej zachował się otwór wejściowy pierwotnie prowadzący do pałacu przez galerię (rozebraną w XIX wieku). Obecnie we wnętrzu stała wystawa archeologiczna.
- Kaplica zamkowa pw. św. Jozafata Kuncewicza z około 1620 roku, orientowana, ze sklepieniem kolebkowym i dwuspadowym dachem. Zachowały się ślady polichromii z II ćw. XVII wieku. W kaplicy spoczywały relikwie św. Jozafata.

## Galeria

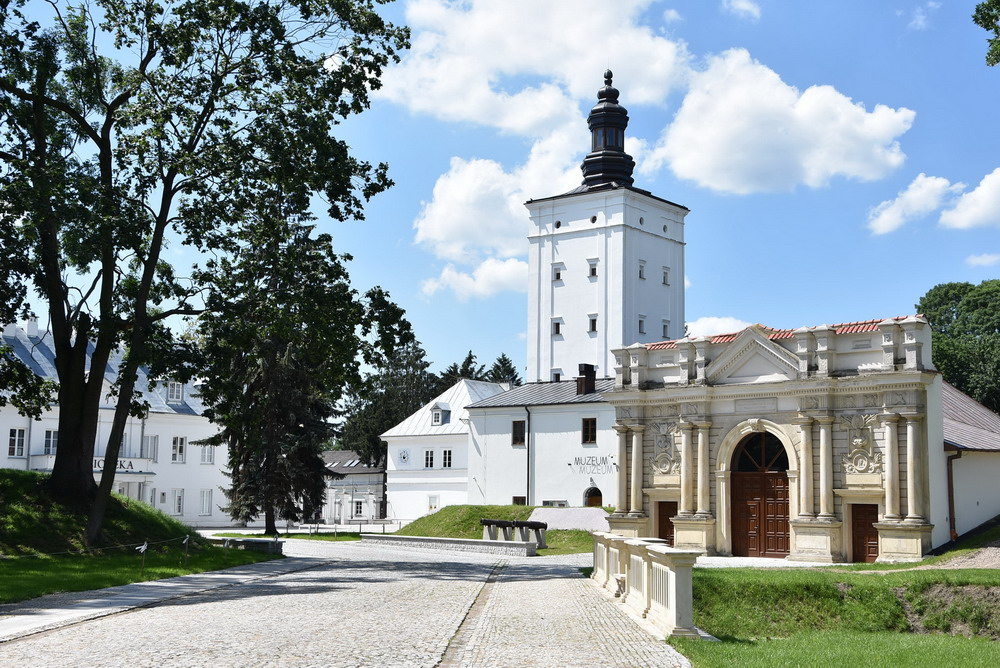
Wjazd
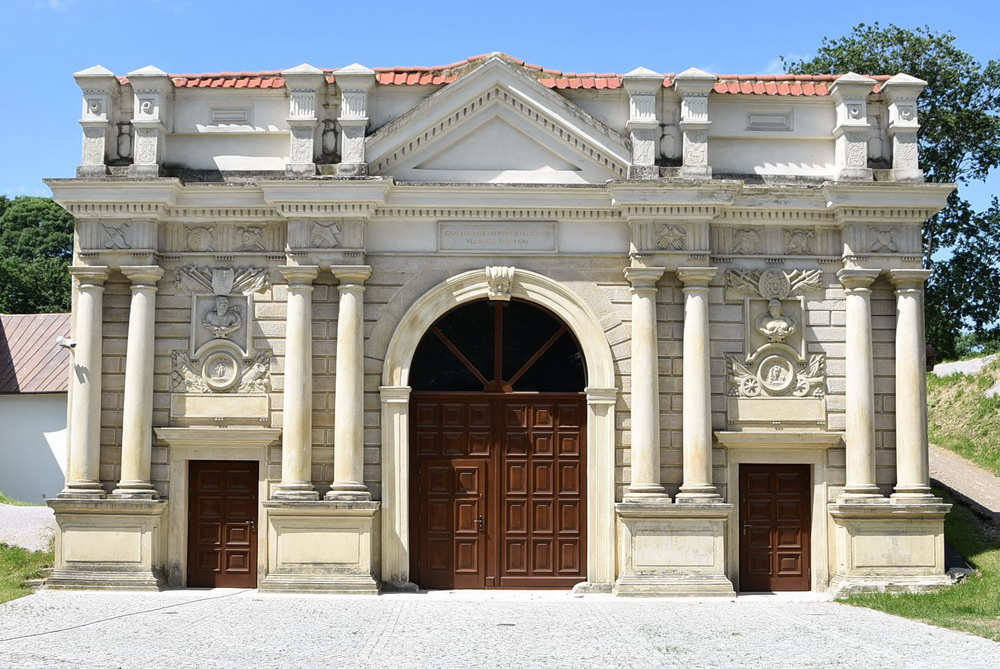
Brama wjazdowa
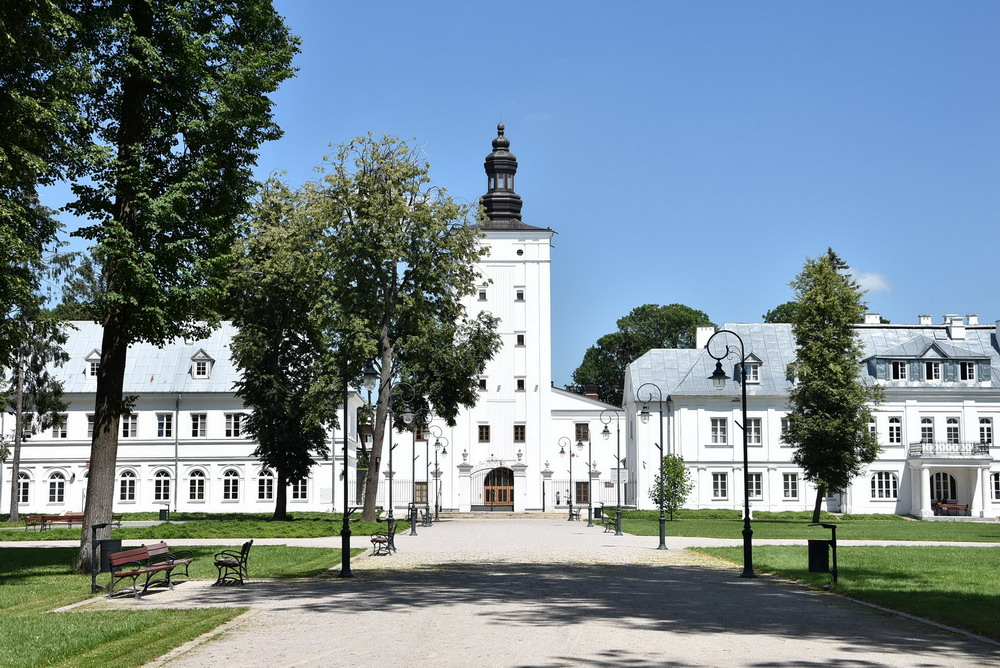
Wieża wjazdowa
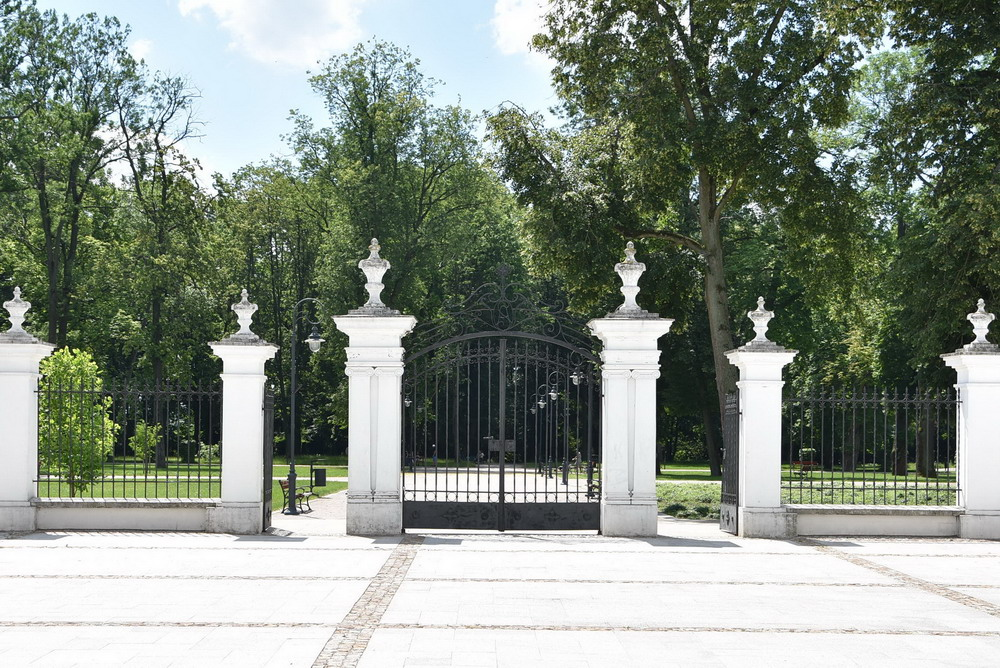
Brama
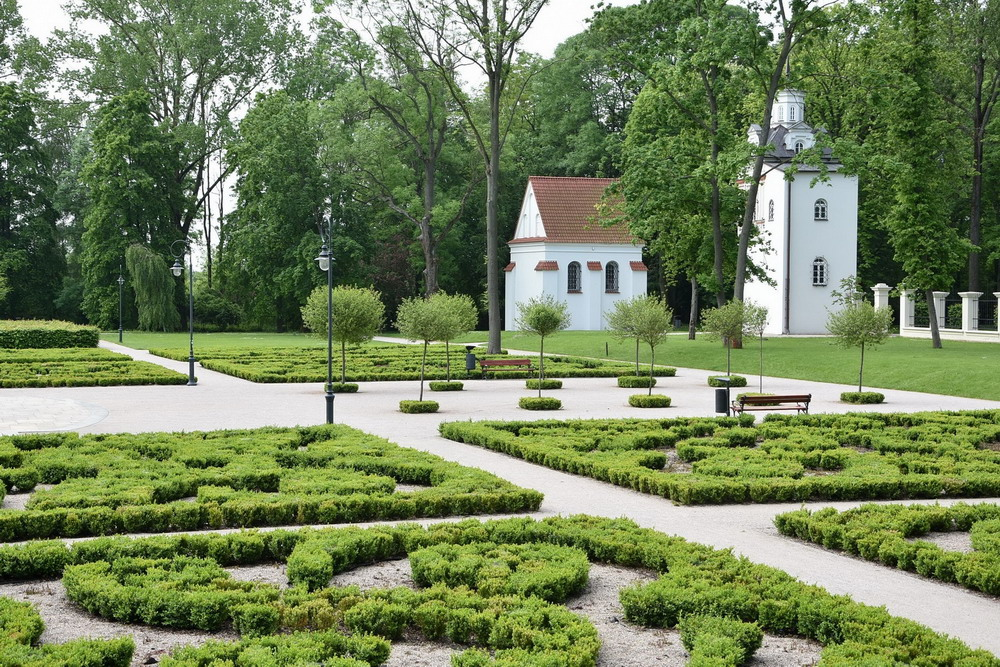
Kwaterowy ogród włoski
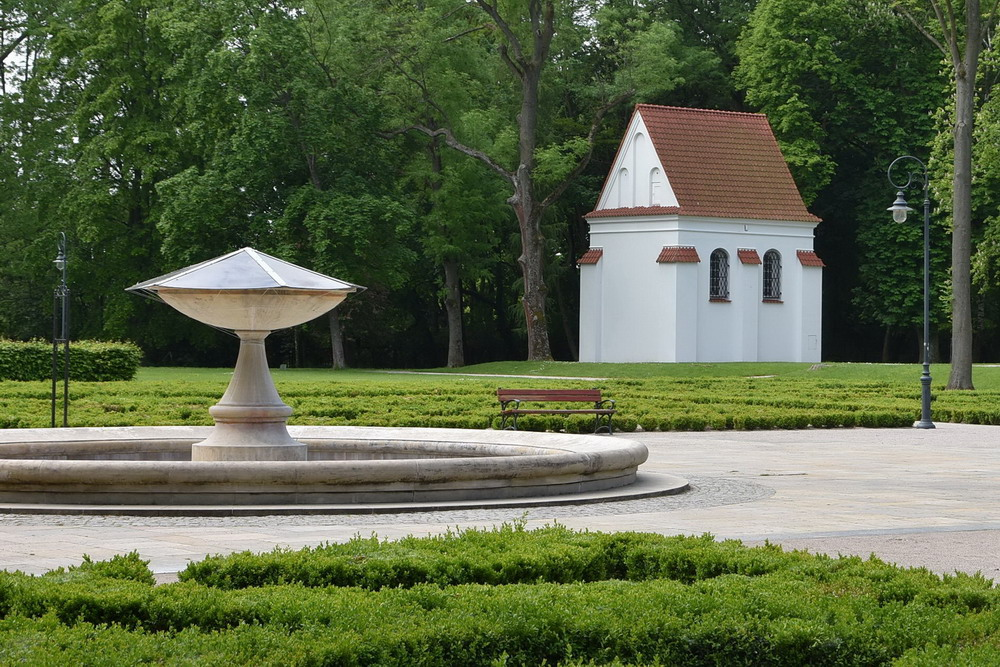
Fontanna
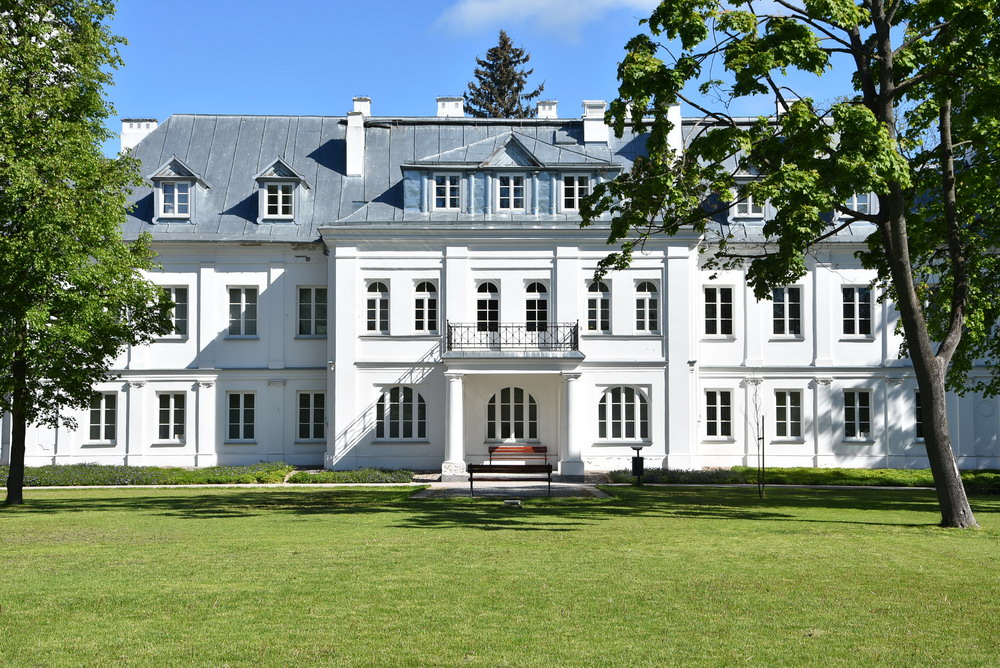
Oficyna północno-wschodnia
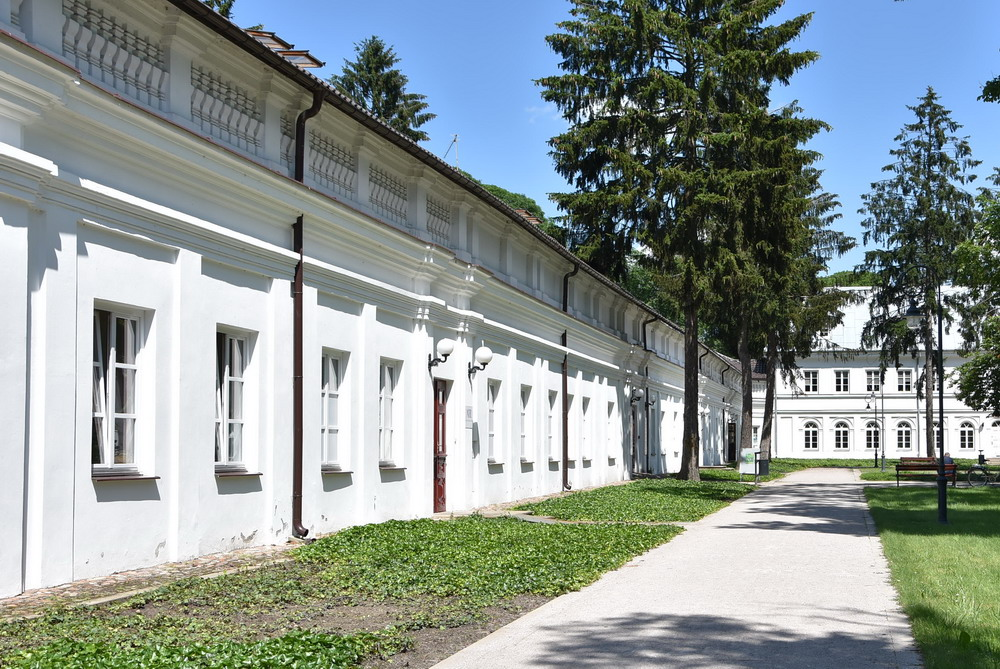
Oficyna zachodnia
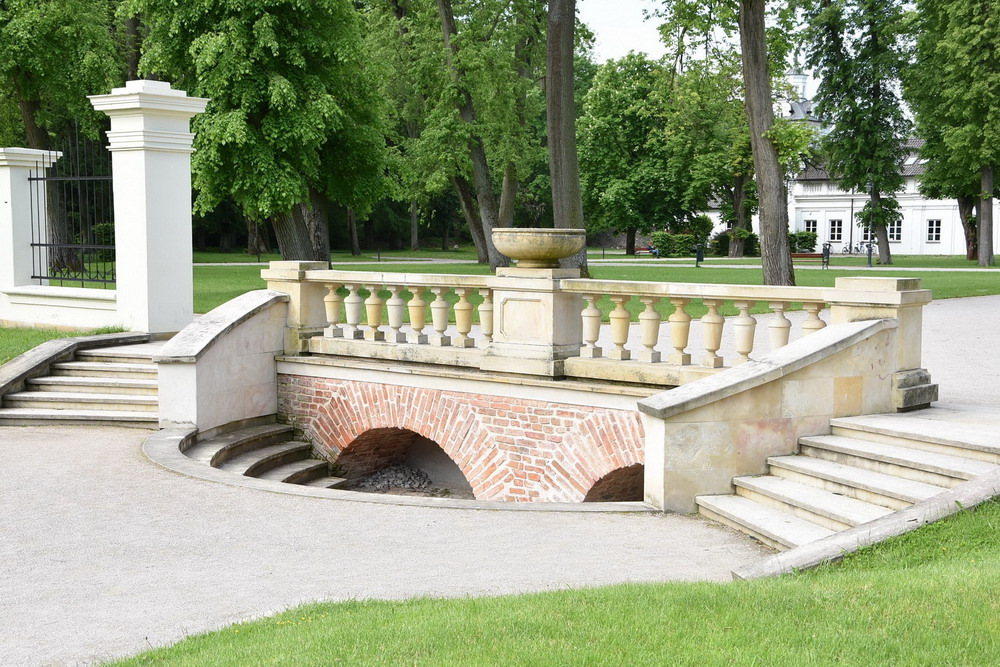
Schody do ogrodu
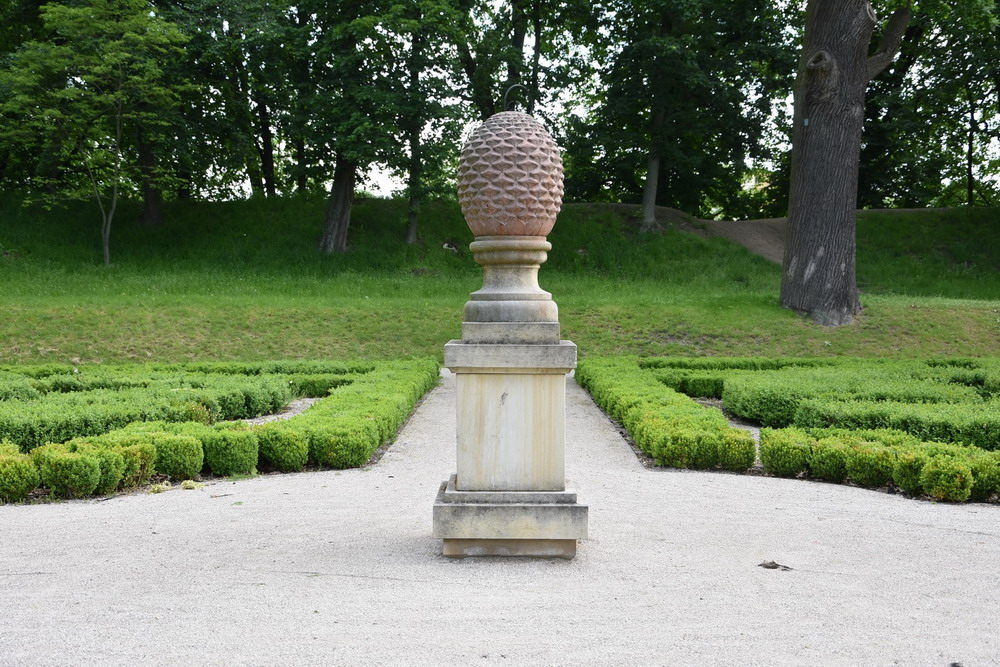
Szyszka
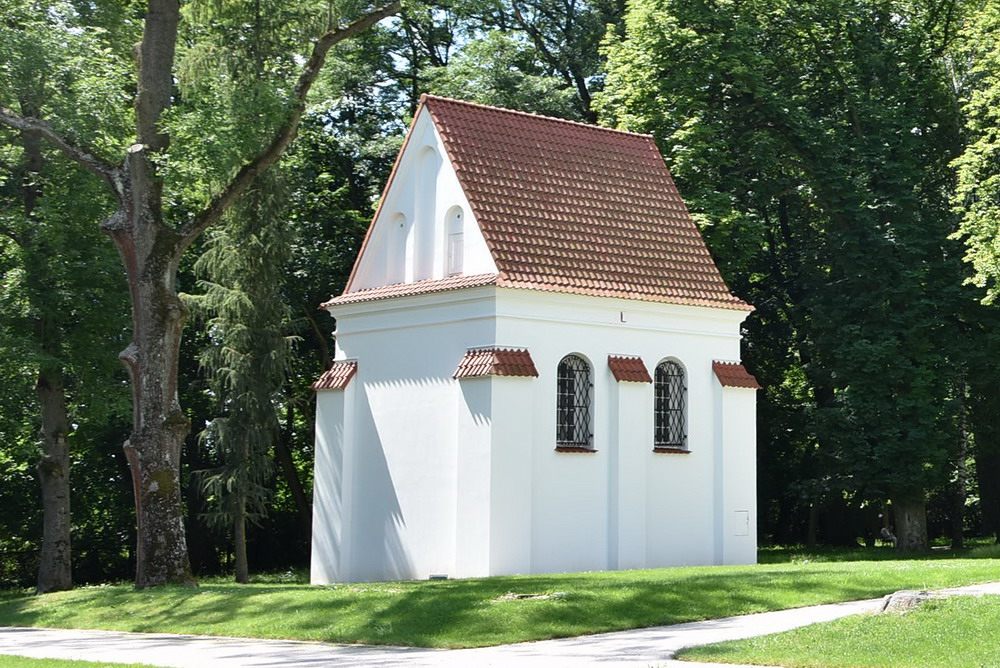
Kaplica pałacowa

## Archiwalne

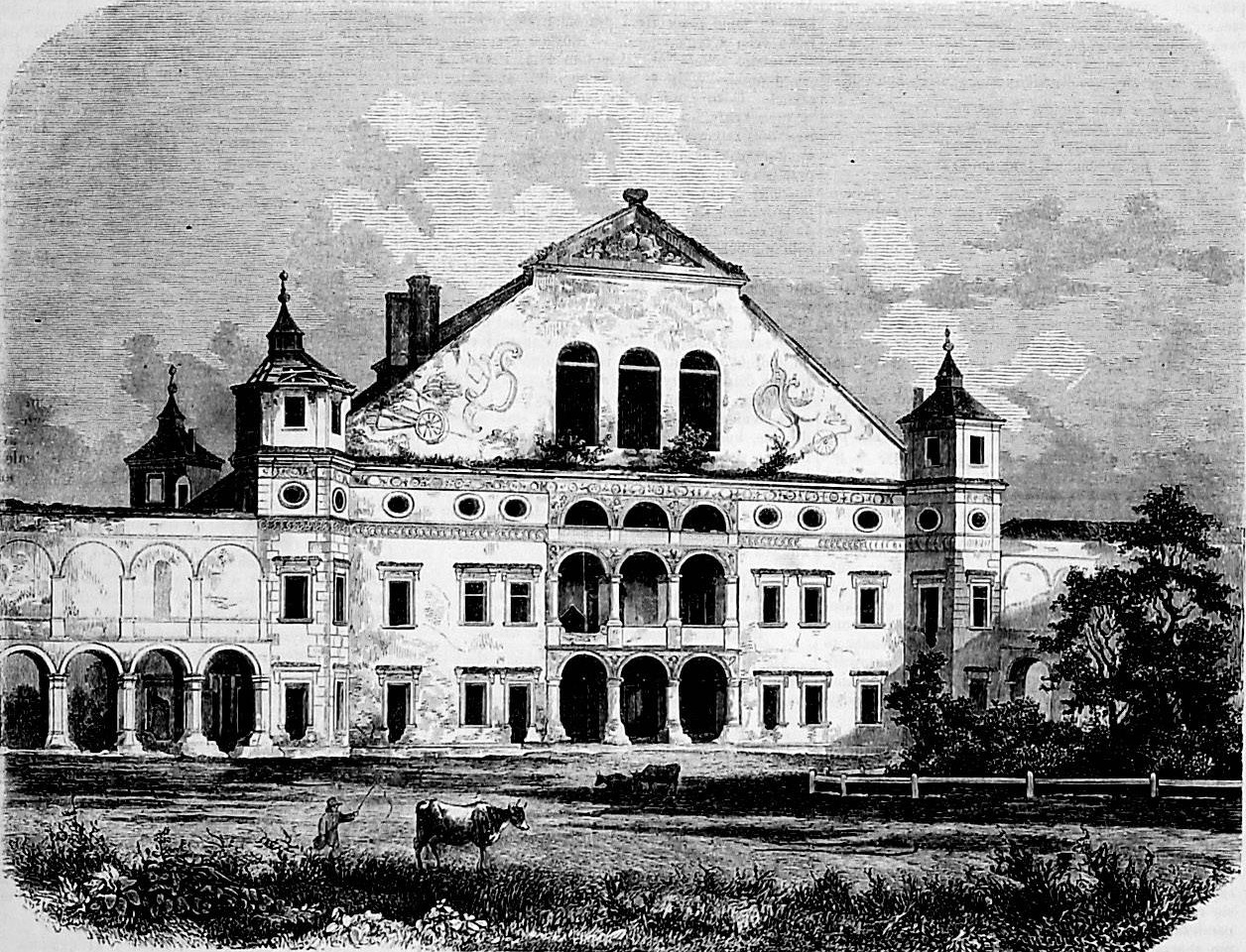
Rycina nieistniejącego już pałacu w stanie po przebudowie w latach 1760–1762
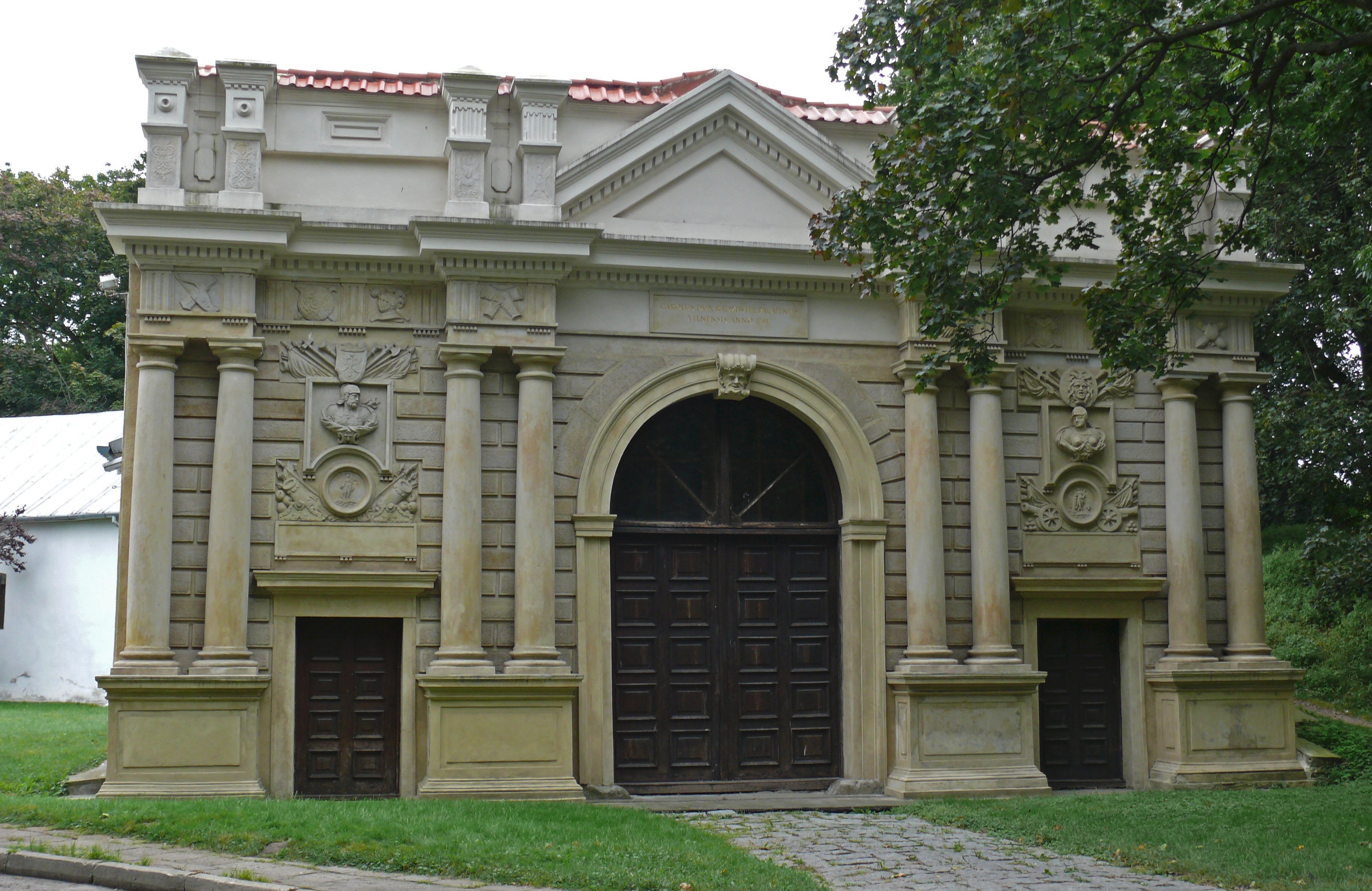
Brama z szyją bramną z lat 1696–1701
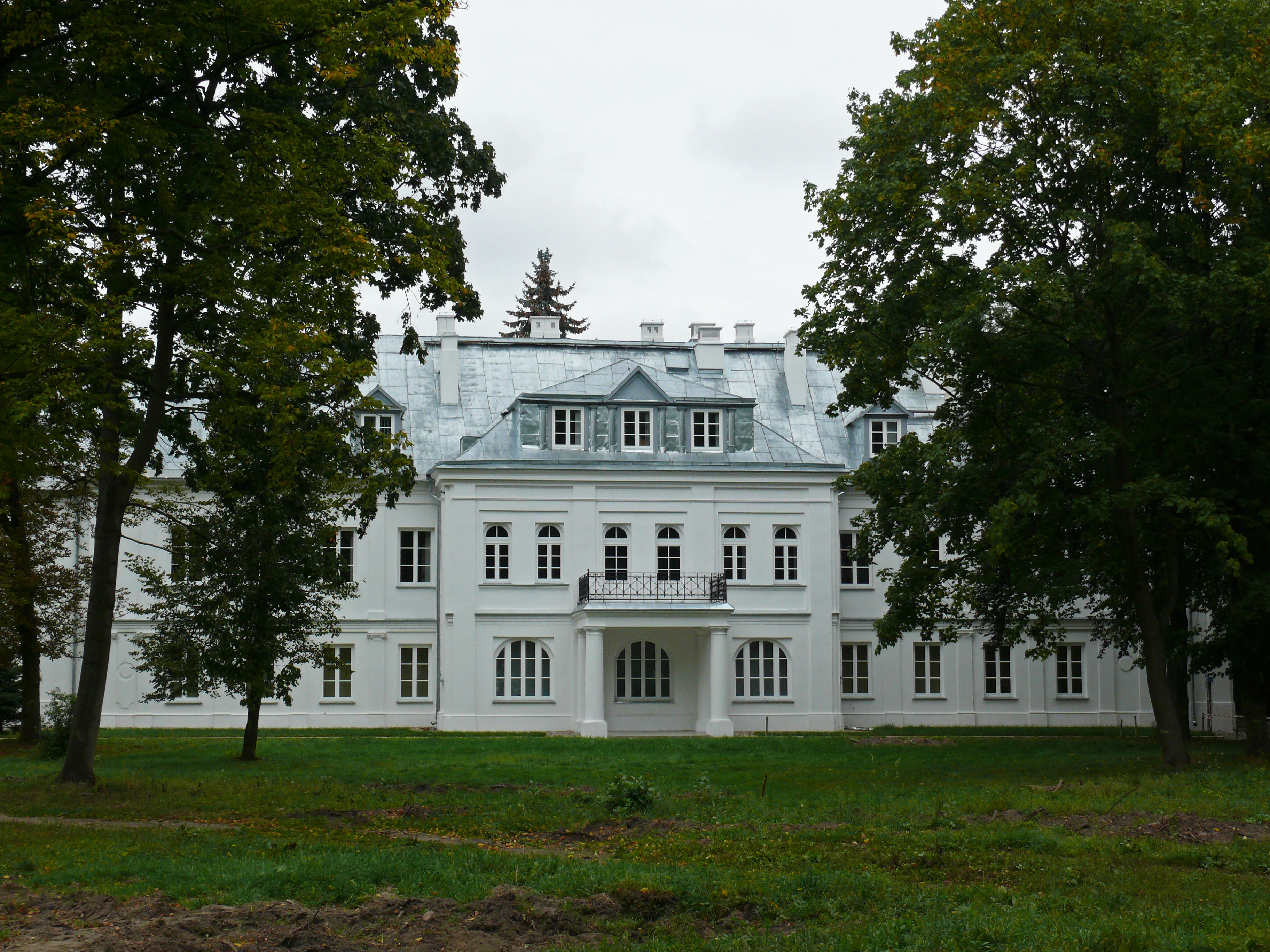
Oficyna północno-wschodnia
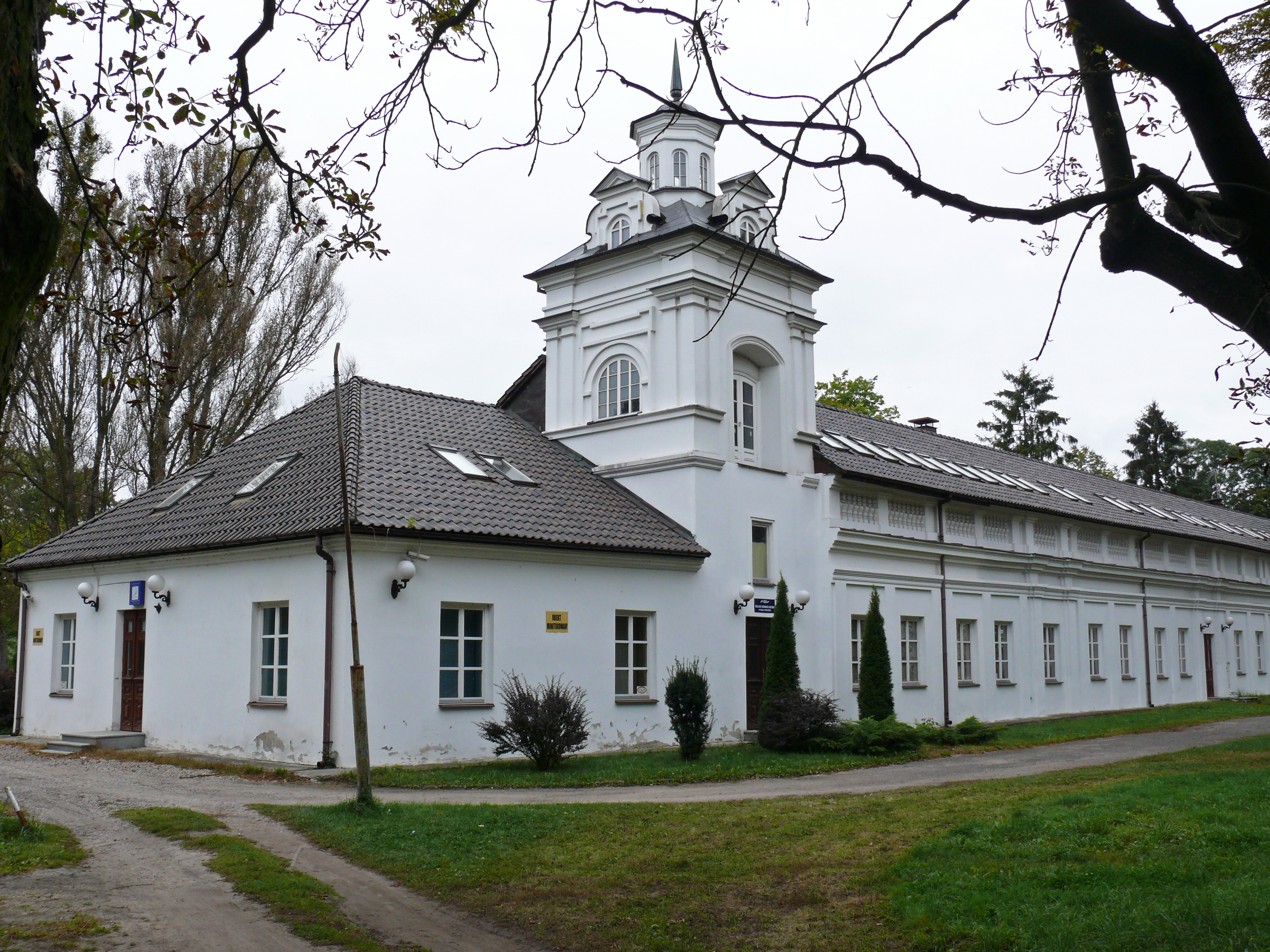
Skrzydło boczne pałacu z wieżą
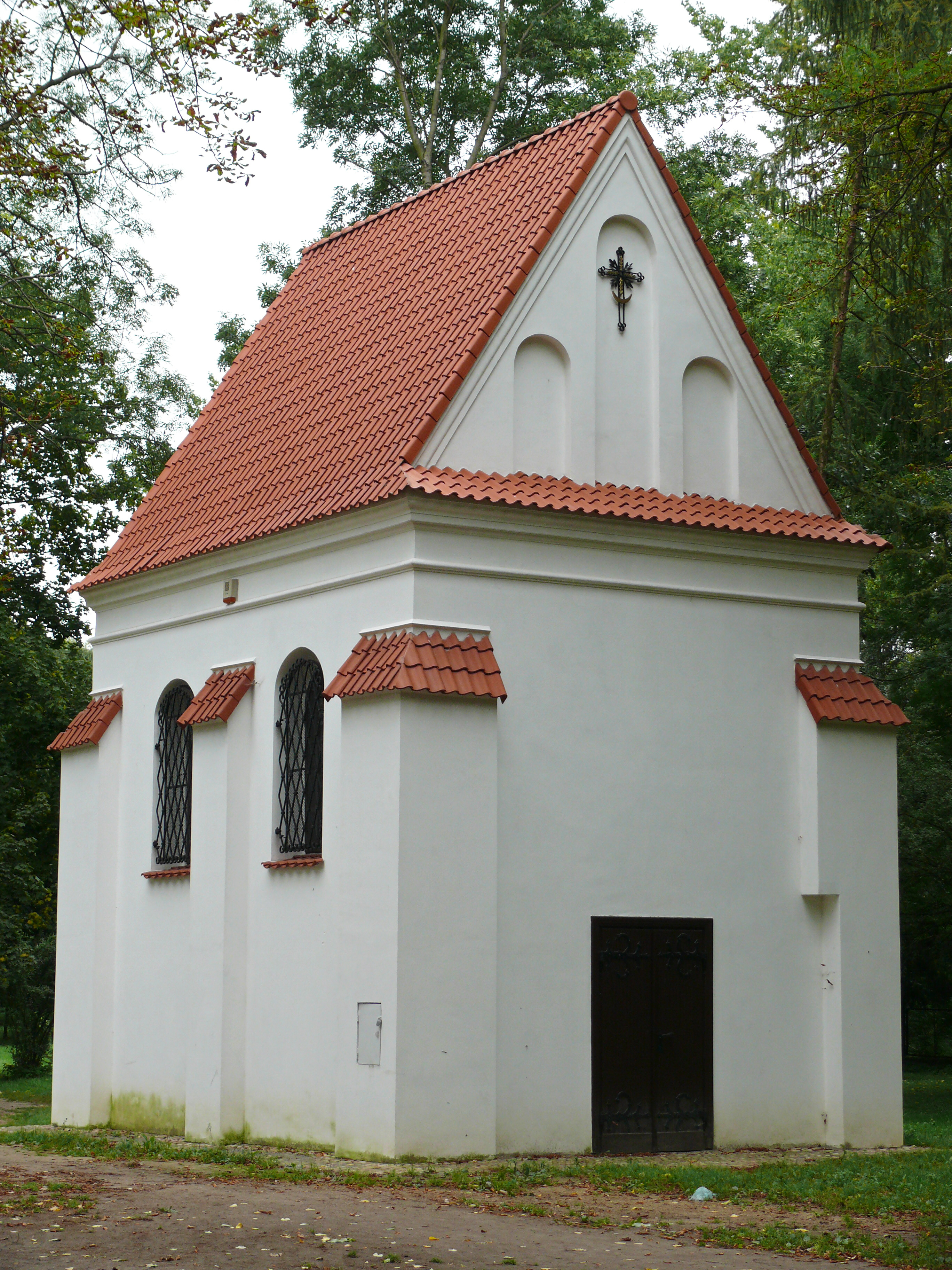
Kaplica z ok. 1620 roku
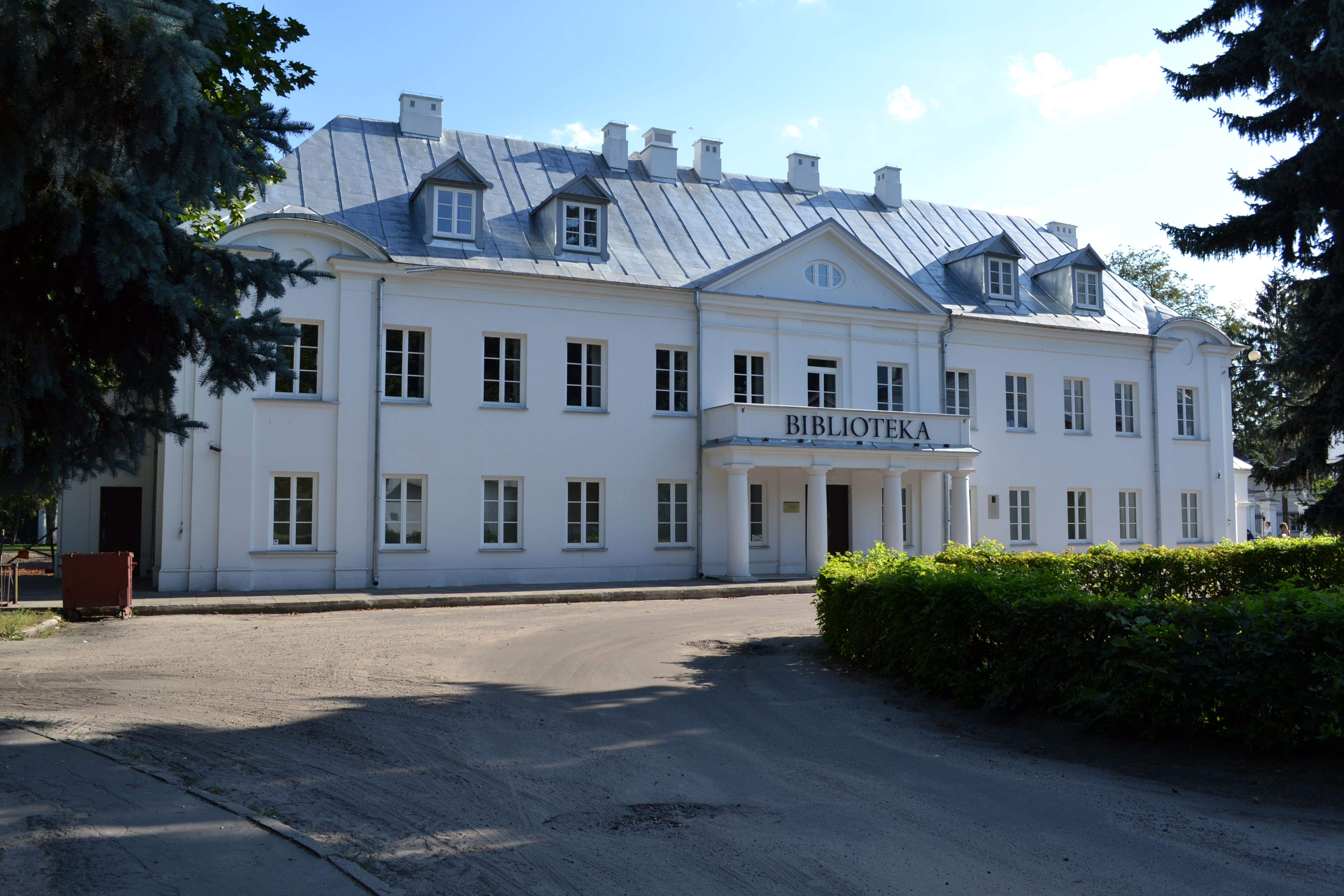
Biblioteka
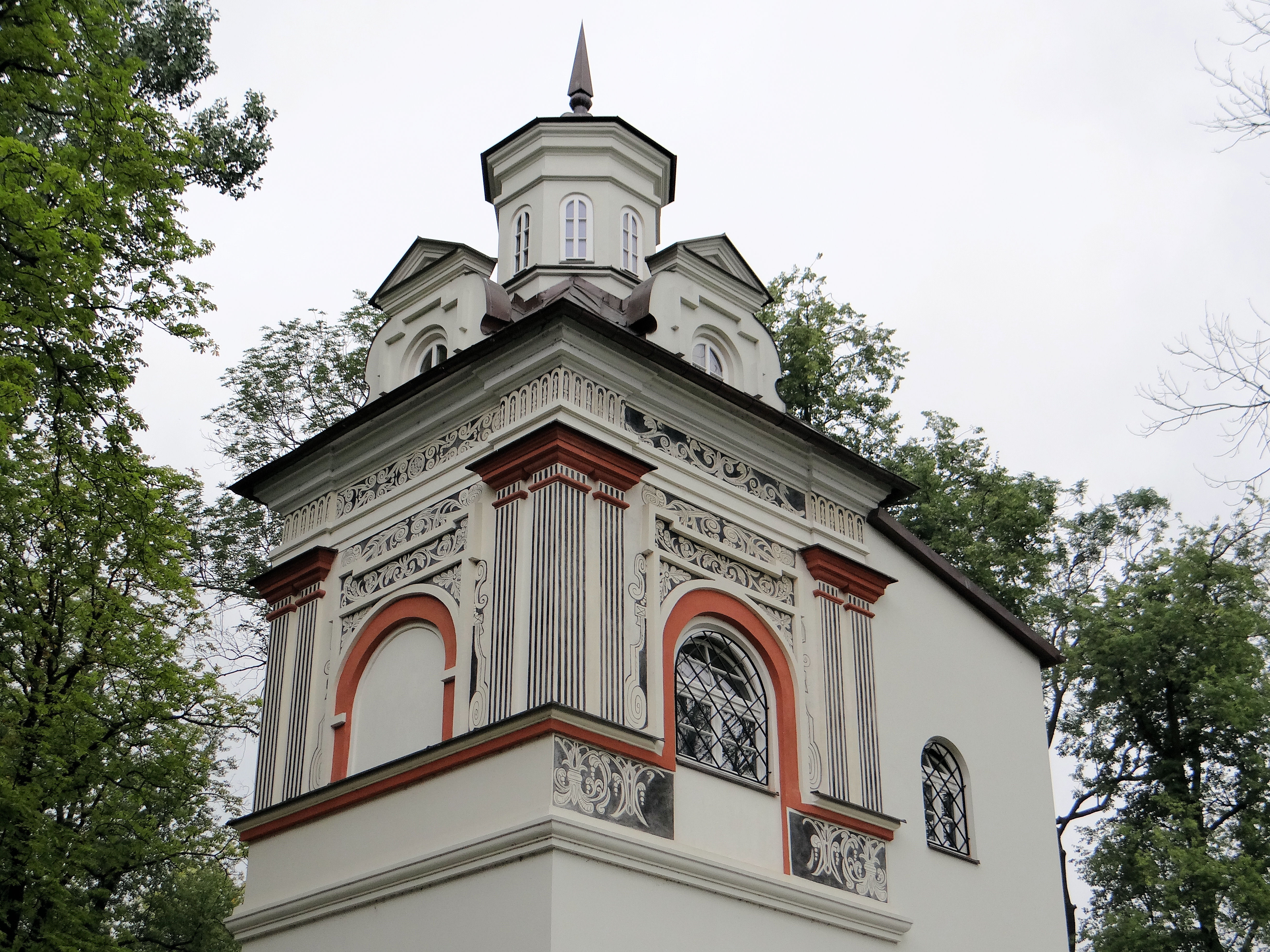
Wieża wschodnia
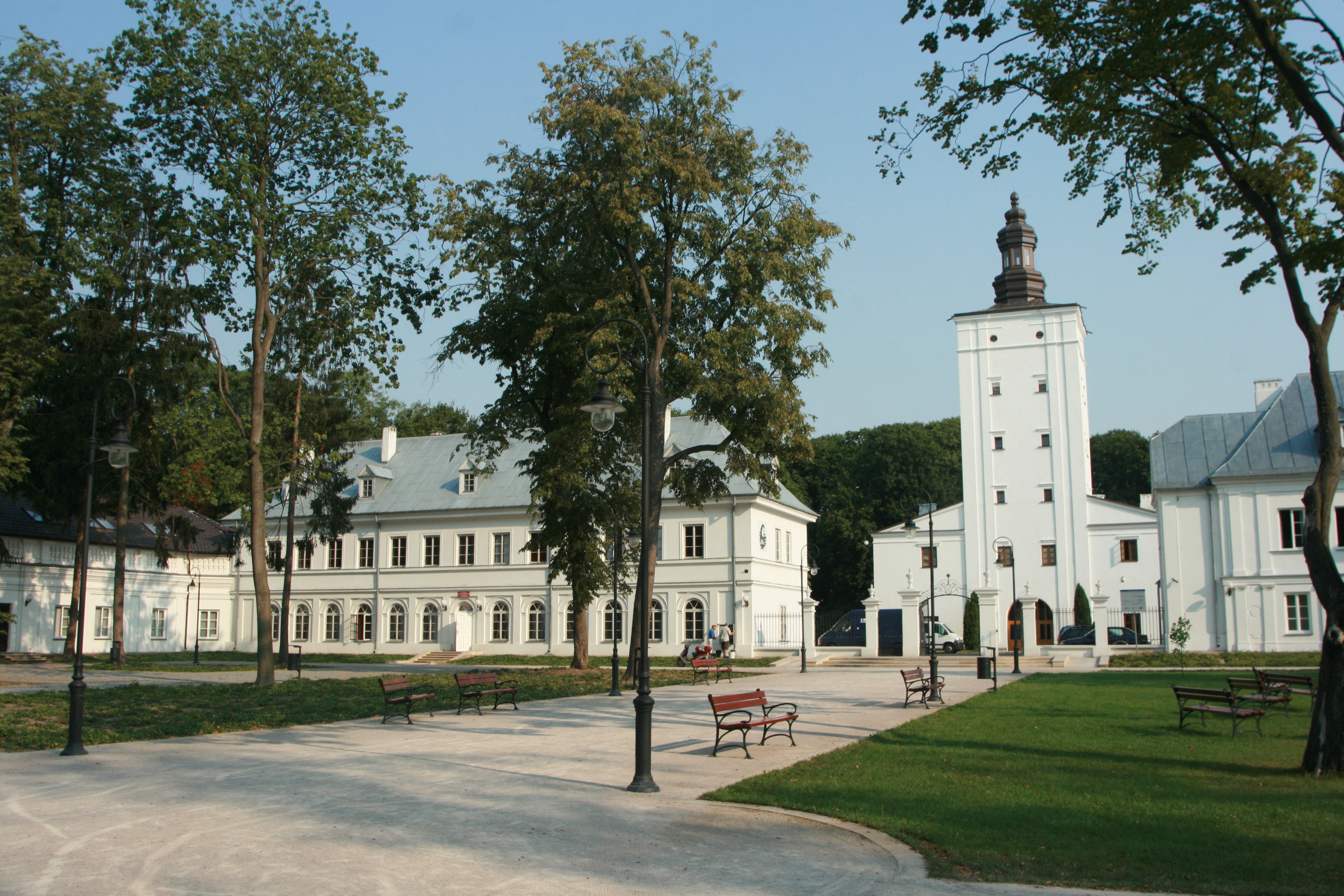
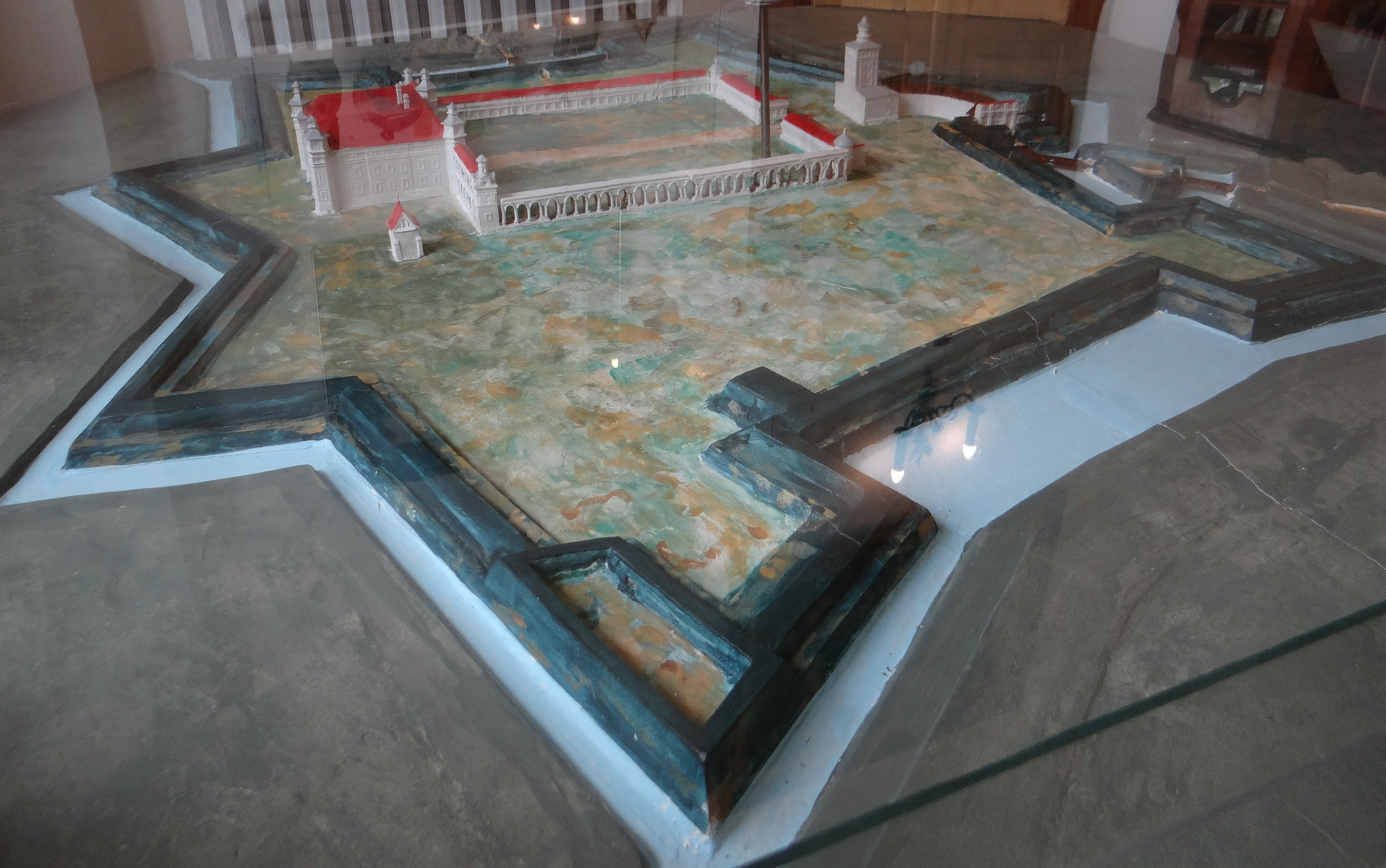
Makieta zamku wg stanu z końca XVII wieku
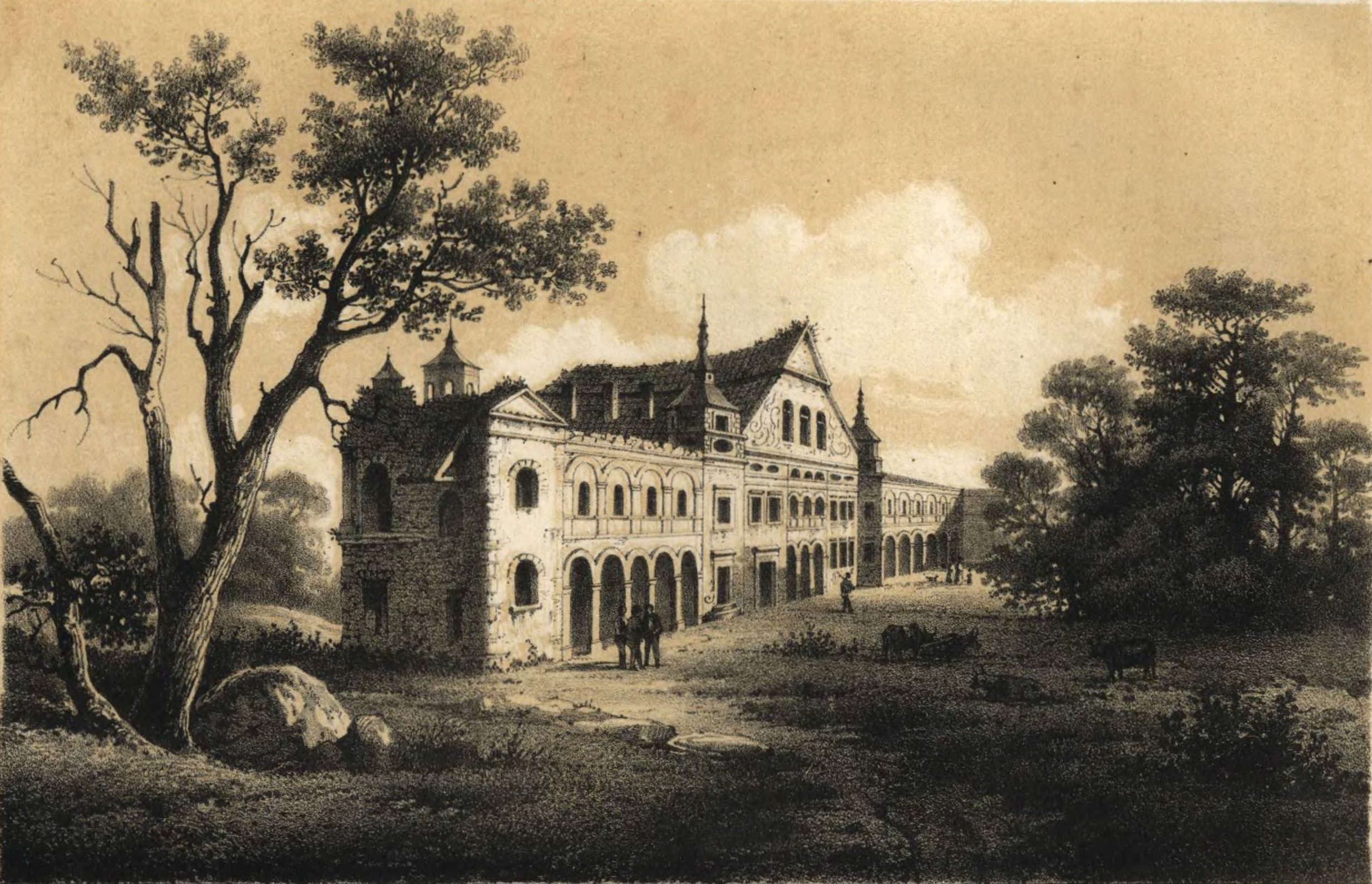
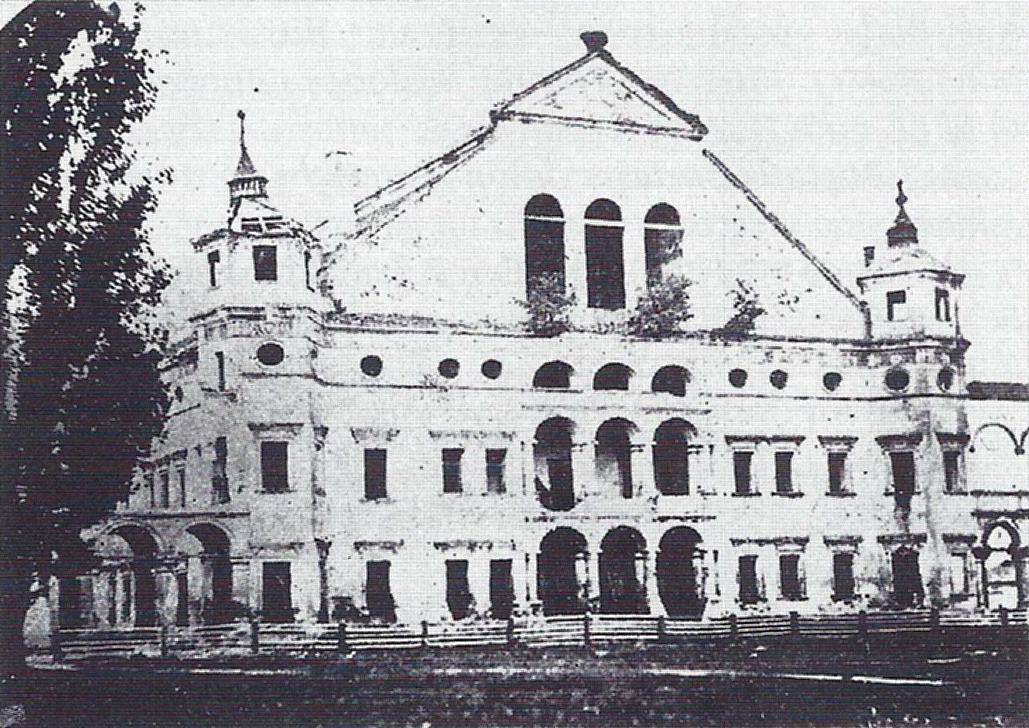
Fotografia z 1882 r.
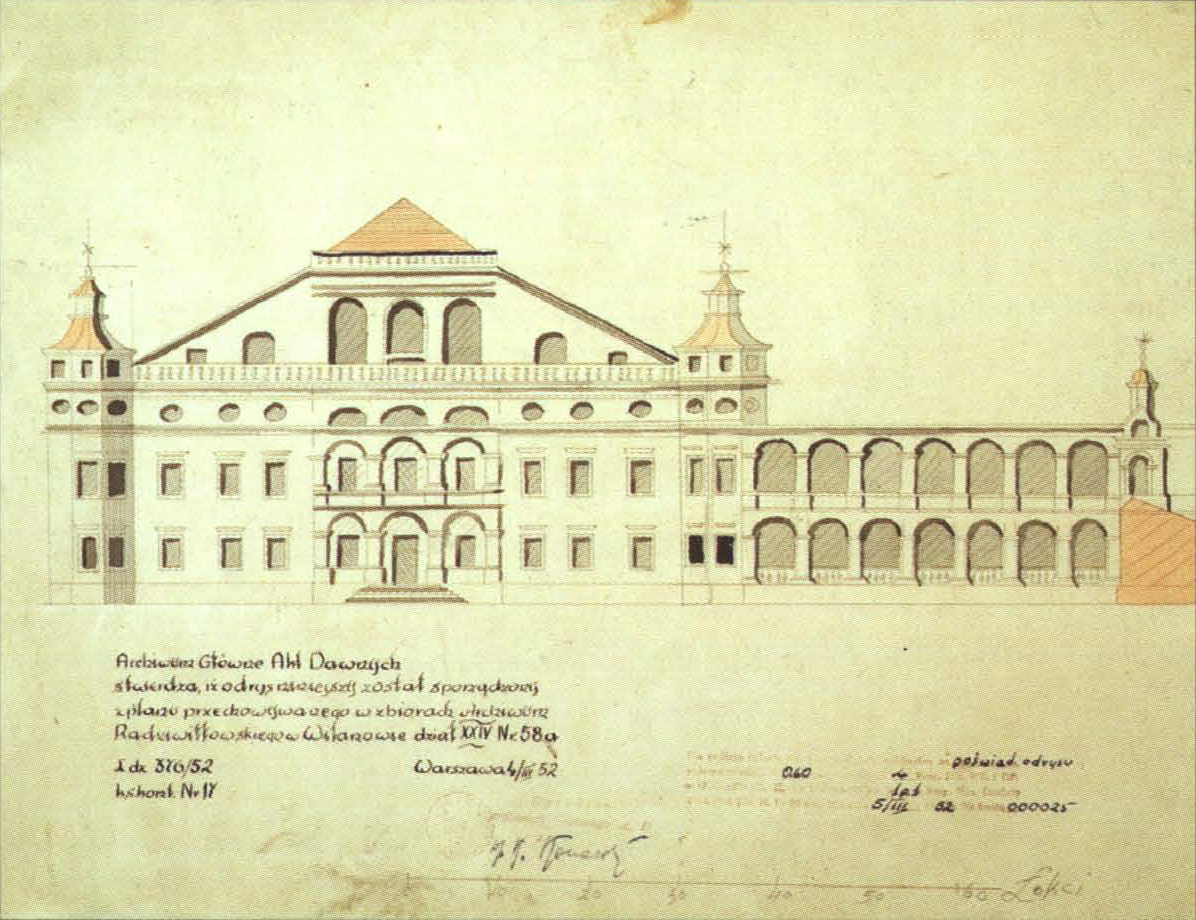
Rzut fasady z 1830 r.
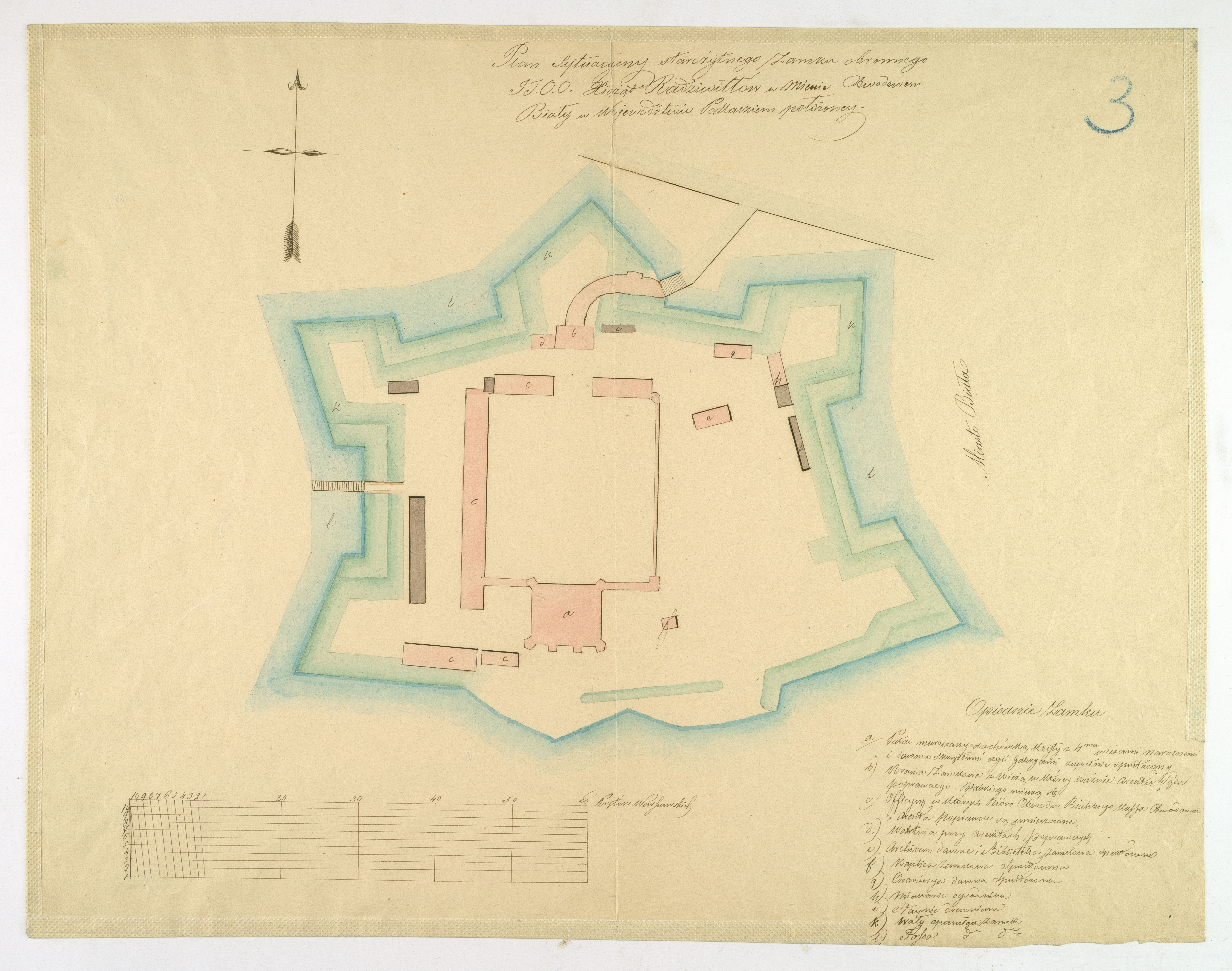
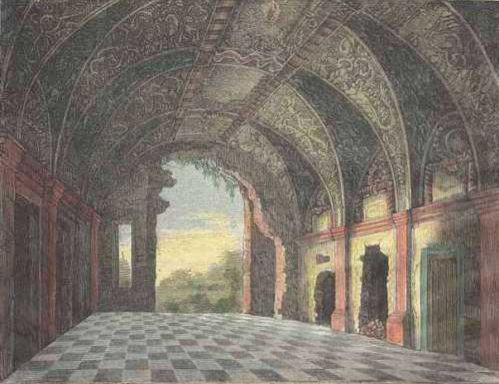
Sala zamkowa ok. 1880
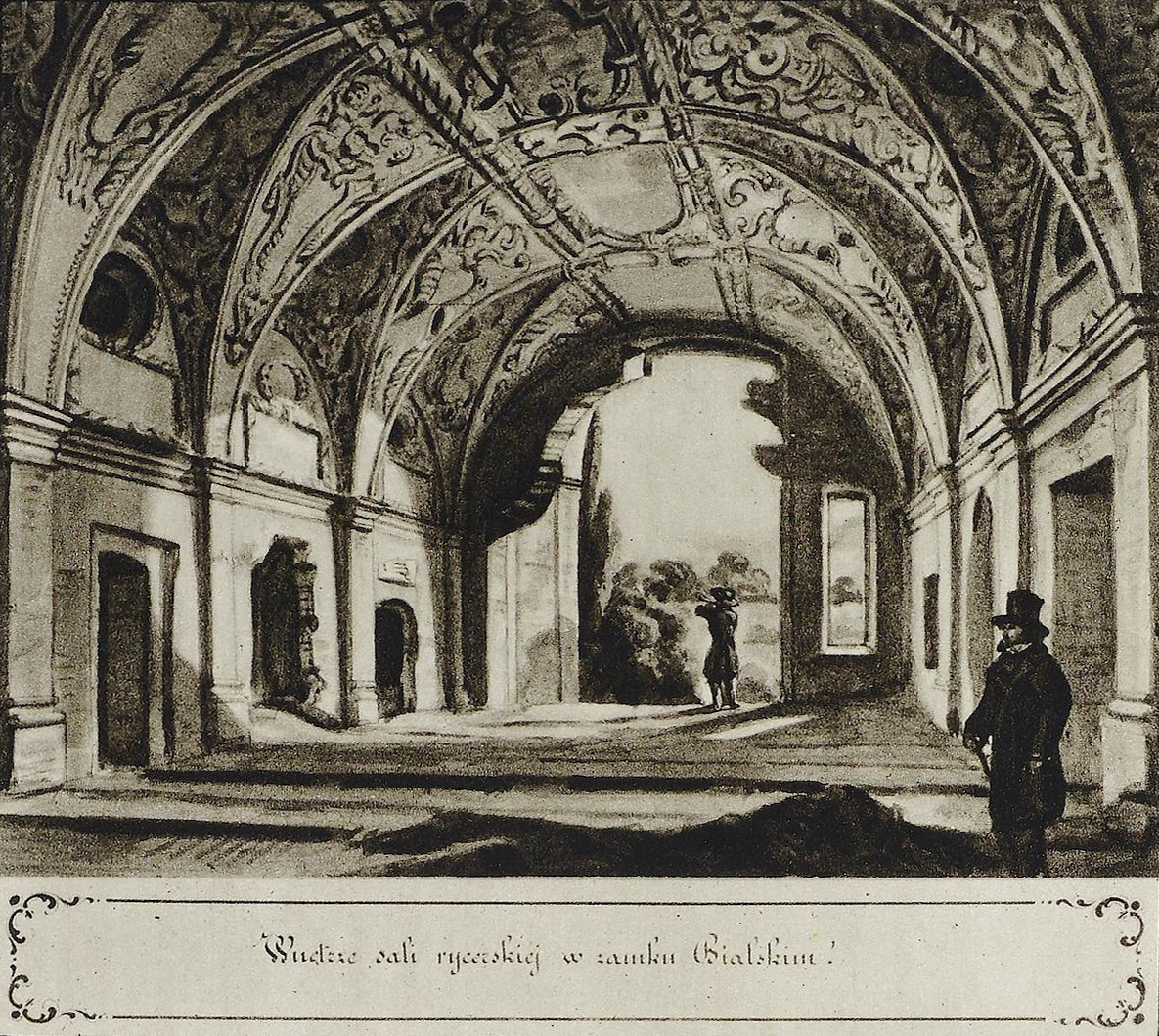
Sala zamkowa, ok. 1840–1850

## Inne obiekty
- Amfiteatr w gestii Bialskiego Centrum Kultury z 990 miejscami, zmodernizowany i zadaszony podczas remontu w roku 2020[4].
- Pomnik Bogusława Kaczyńskiego autorstwa Stanisława Milewskiego – przy szkole muzycznej, odsłonięty 2 maja 2020[5][6].
- Pomnik św. Jana Kantego – figura na dziesięciometrowym betonowym  wykończonym lastrikiem cokole jest kopią oryginału, która kiedyś znajdowała się przed starym szpitalem. Istnieją kontrowersje co do postaci – wg katalogu zabytków jest to Karol Boromeusz. Pomnik został poddany renowacji w listopadzie 2023[7].

## Badania
- 1982–1985 – badania archeologiczne pod kierunkiem Jerzego Cichomskiego
- 1983–1984 – badania geofizyczne przeprowadzone przez Przedsiębiorstwo Polonijno-Zagraniczne EL-GE-REW Pol-France
- 2000–2002 – badania archeologiczne pod kierunkiem Mieczysława Bienia
- 2013–2015 – badania archeologiczne pod kierunkiem Mieczysława Bienia[8]